# Orasema worcesteri
Orasema worcesteri är en stekelart som först beskrevs av Girault 1913.  Orasema worcesteri ingår i släktet Orasema och familjen Eucharitidae. Inga underarter finns listade i Catalogue of Life.